# Covert-Gletscher
Der Covert-Gletscher ist ein Gletscher im ostantarktischen Viktorialand. Im nordöstlichen Teil der Royal Society Range fließt er zwischen dem Pearsall Ridge und dem Stoner Peak zum Blue Glacier, den er in der Umgebung der Granite Knolls erreicht.
Das Advisory Committee on Antarctic Names benannte ihn 1992 nach der US-amerikanischen Kartographin Kathy L. Covert vom United States Geological Survey, Leiterin eines zweiköpfigen Teams für seismologische Untersuchungen und Satellitenvermessungen auf der Amundsen-Scott-Südpolstation im antarktischen Winter 1982 sowie leitende Geodätin bei der Vermessung von Minna Bluff, Mount Discovery, White Island und Beaufort Island in einer von 1986 bis 1987 dauernden Kampagne.